# Batalla de Castlebar
La batalla de Castlebar ocurrió el 27 de agosto de 1798 cerca de la ciudad de Castlebar, condado de Mayo, durante la rebelión irlandesa de aquel año. Una fuerza formada por 1000 soldados franceses y patriotas irlandeses derrotaron a 6000 milicianos protestantes en lo que sería posteriormente conocido como las "Carreras de Castlebar".

## Contexto
El largamente esperado desembarco francés para ayudar a la revolución iniciado por Theobald Wolfe Tone y su Sociedad de los Irlandeses Unidos había tenido lugar cinco días antes, el 22 de agosto, cuándo casi 1100 hombres al mando del General Jean Joseph Amable Humbert desembarco en Cill Chuimín Strand, condado de Mayo. A pesar de que la fuerza era pequeña, la remota localización aseguró un desembarco tranquilo, lejos de los 10 000 soldados británicos concentrados en el este en Leinster, ocupados en operaciones de limpieza contra los grupos de insurgentes de la provincia. La cercana ciudad de Killala fue capturada rápidamente después de una breve resistencia de los yeomen locales. Justo al sur, Ballina fue capturada dos días más tarde tras la derrota de una fuerza de caballería enviada desde la ciudad para hacer frente al avance franco irlandés. Tras las noticias del desembarco, los voluntarios irlandeses empezaron a llegar al campamento francés desde todo Mayo.
El Lord Teniente de Irlanda, Lord Cornwallis, solicitó refuerzos urgentes a Inglaterra pero mientras tanto todas las fuerzas disponibles fueron concentradas en Castlebar bajo el mando de Gerard Lake, el vencedor en Vinegar Hill. El montante de las fuerzas británicas en Castlebar sumaba 6000 milicianos con docenas de piezas de artillería y enormes caches de suministros al amanecer del 27 de agosto.

### Preparativos
Dejando unos 200 francés soldados franceses en Killala para cubrir su retaguardia y la retirada, el 26 de agosto Humbert marchó sobre Castlebar con 2000 hombres entre franceses e irlandeses. Lo obvio de su acción hizo que los británicos estuvieran esperando en una situación ventajosa, situando sus fuerzas y artillería sobre la carretera de Ballina. Sin embargo, la población local aconsejó a los franceses una ruta alternativa compo a través a lo largo de la costa occidental de Lough Conn, que los británicos consideraban impracticable para un ejército moderno con artillería. Los rebeldes consiguieron avanzar y cuando los exploradores detectaron al enemigo, los británicos tuvieron que cambiar apresuradamente de planes para afrontar el ataque.

## Batalla

### Ataque

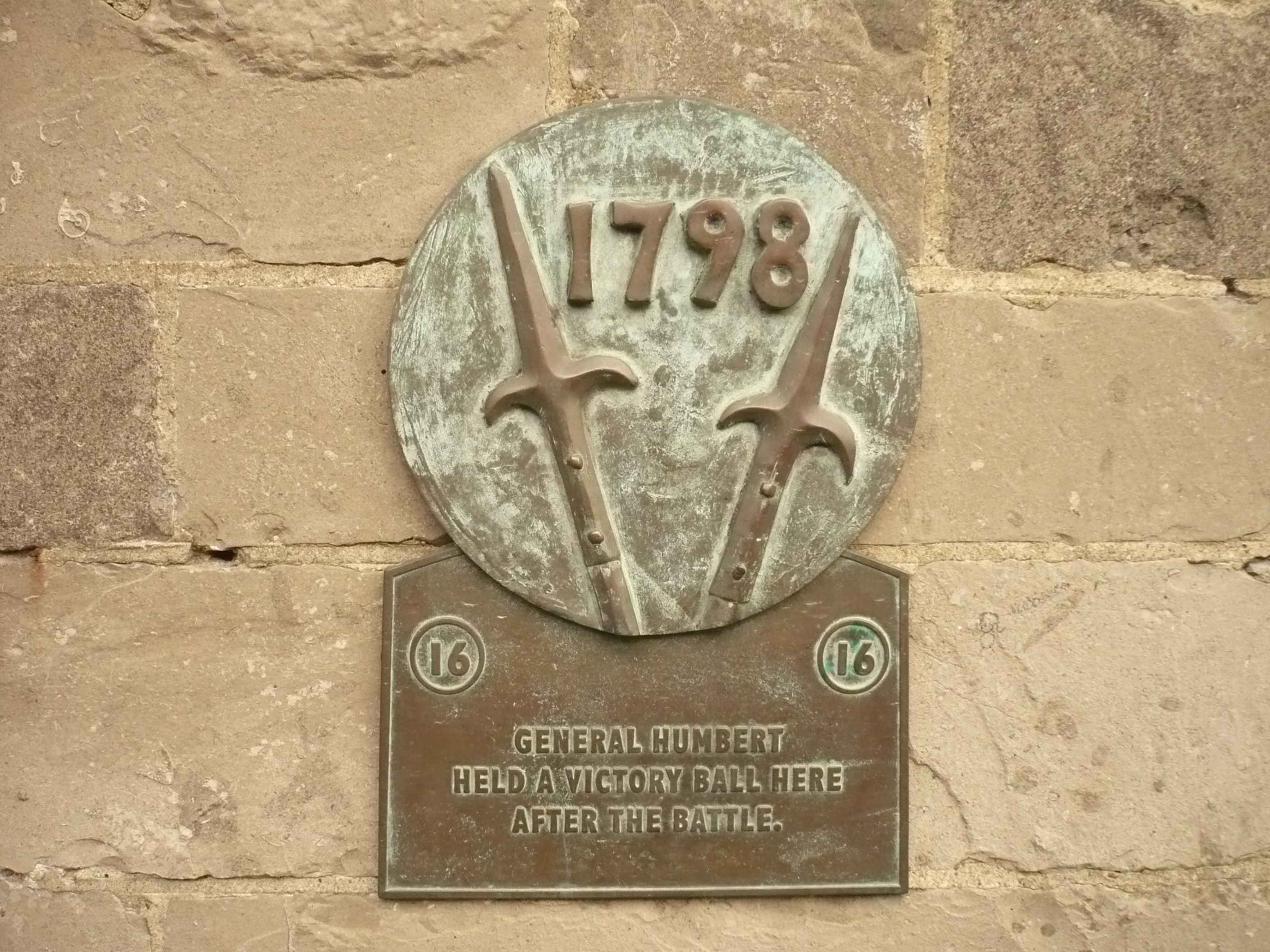
Una placa que conmemora la batalla

Los británicos acababan de reestructurar sus posiciones cuando los francoirlandeses llegaron a la ciudad hacia las 6 a. m. La artillería británica abrió fuego sobre la vanguardia rebeldes y la desbandó. Los oficiales franceses, no obstante, identificaron rápidamente una zona de matorral y se ocultaron en un desfiladero justo en frente de la línea de artillería que cubría a a los británicos. Cargaron con bayoneta, provocando la huida de las unidades situadas detrás de los cañones. Las unidades británicas empezaron a retroceder antes de que los franceses les alcanzaran y finalmente cundió el pánico, abandonando granaderos y artillería. Algunos soldados de las milicias de Longford y Kilkenny se unieron a los republicanos e incluso se lanzaron al combate contra sus antiguos camaradas. Una unidad de caballería e infantería regular británica intentaron resistir, pero fueron rápidamente superados.

### Retiro británico
Durante su huida, los británicos dejaron atrás gran cantidad de armas y suministros, entre las que se incluía el equipaje personal del General Lake. A pesar de que la persecución sólo llegó hasta una o dos millas después de Castlebar, los británicos no se detuvieron hasta alcanzar Tuam, y algunas unidades llegaron hasta Athlone. El pánico fue tal que sólo la llegada de Cornwallis a Athlone impidió que la huida continuara al otro lado del Shannon.
A pesar de la espectacular victoria, las bajas francesas e irlandesas fueron elevadas, perdiendo aproximadamente 150 hombres, la mayoría en las descargas de artillería al inicio de la batalla. Los británicos sufrieron 350 bajas, entre las cuales 80 fueron muertos, y el resto heridos o prisioneros, incluyendo quizás 150 que se pasaron a los republicanos. Tras la victoria, miles de voluntarios acudieron en masa para unirse a los francés que pidieron refuerzos a Francia y declararon formalmente una República de Connacht.

## Consecuencias
El 31 de agosto, Humbert proclamó una "República de Connacht" —que duró tres días y se derrumbó con la partida de los franceses— y pidió refuerzos a Francia. El 5 de septiembre, las fuerzas británicas fueron nuevamente derrotadas en Collooney pero, después de aquello, la rebelión se vino abajo rápidamente. Se reunieron más tropas para la batalla de Ballinamuck el 8 de septiembre, alcanzando los 15 000 hombres. Sin embargo, Ballinamuck fue el final de Humbert, que tuvo que capitular. Los irlandeses prosiguieron la lucha hasta que comenzaron a dispersarse; 200 fueron capturados y 500 asesinados. Alrededor de 1000 huyeron. Killala fue recuperada el 12 de septiembre. Varios barcos franceses partieron hacia Irlanda, pero fueron derrotados por la Royal Navy cerca de Tory Island, lo que puso fina a la rebelión de 1798. Los soldados franceses capturados fueron trasladados a Inglaterra y finalmente repatriados. Los oficiales franceses de origen irlandés fueron ahorcados en Dublín junto con el resto de rebeldes.